# Chiesa di Santa Croce (Ashton Keynes)
La chiesa di Santa Croce (in inglese Church of the Holy Cross)  è la parrocchiale anglicana che si trova nel villaggio e parrocchia civile di Ashton Keynes nella contea del Wiltshire, nel Sud Ovest dell'Inghilterra. Il luogo di culto risale al XII secolo, rientra nella diocesi di Bristol ed è considerato monumento classificato di prima categoria per il suo particolare interesse storico e architettonico.

## Storia

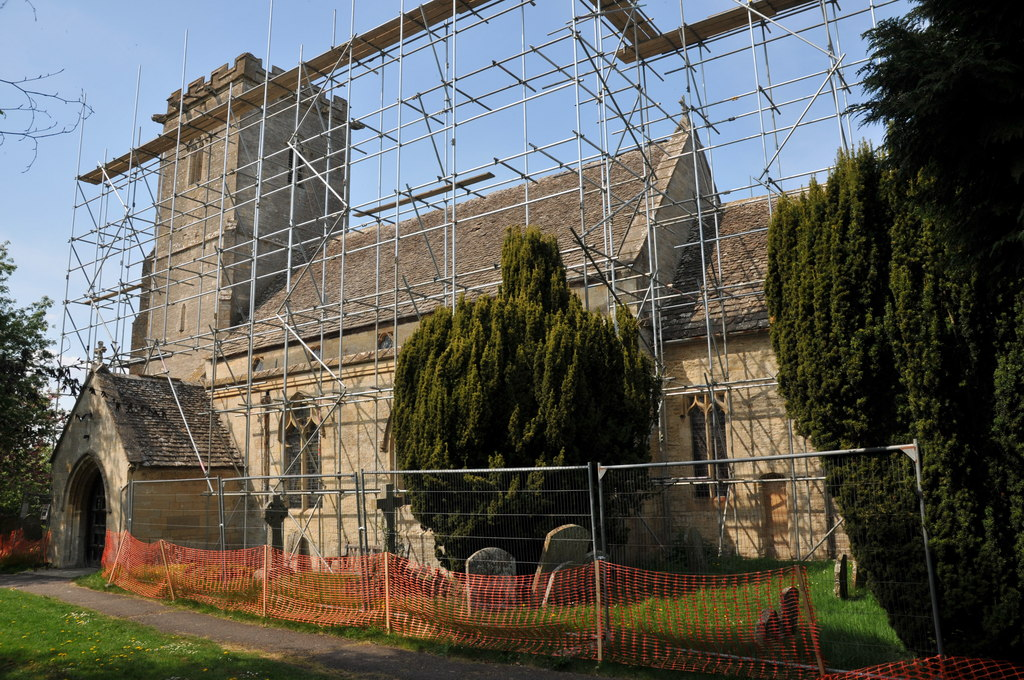
Chiesa parrocchiale di Ashton Keynes durante i lavori che l'hanno interessata nel 2011

Nel 1066, all'epoca del Domesday Book, il maniero di Ashton Keynes apparteneva all'abate di Cranbourne ed era allora registrato come un grande insediamento all'interno dell'area di Crickland. All'epoca sembra non fosse presente nessuna chiesa. Nel 1314 le cose erano mutate, e sul sito si registrava una canonica. Il primo luogo di culto comunque sembra risalire almeno al XII secolo e la chiesa è nota con la dedicazione alla Santa Croce dal 1491. Alla fine del XII secolo furono costruiti un nuovo arco del presbiterio, arricchito da decorazioni e rosoni, e un porticato settentrionale. Il porticato, a quattro campate, fu costruito in due sezioni in date diverse. Il pilastro e le navate delle due campate orientali furono successivamente resi ottagonali. Anche il fonte battesimale del tardo XII secolo è scolpito. All'inizio del XIII secolo fu costruita la navata meridionale con un porticato a quattro campate e finestre traforate, e l'estremità orientale della chiesa fu modificata. Le pareti sud ed est del presbiterio furono ricostruite, fu inserita una finestra traforata sul lato est e fu costruita la cappella. La cappella, che presenta trifore trilobate è di alto interesse artistico. Nel XIV secolo furono costruiti la torre e il portico settentrionale, fu inserito il cleristorio e le pareti delle navate laterali e furono ricostruiti tutti i tetti.
Verso la fine del XV secolo fu costruito il portico meridionale e il portale meridionale fu modificato. Sempre nel XV secolo alcune finestre furono sostituite e frammenti di vetrate del XV secolo rimangono nella finestra orientale. La cappella fu ricoperta di nuovo nel XVII secolo. L'arco del presbiterio fu notevolmente ampliato nel 1876-1877 da William Butterfield. Un attento esame della finitura della pietra mostra quali conci furono aggiunti per ampliare l'arco. Oltre ad ampliarlo, ne fu aumentata anche l'altezza. Le differenze nella lavorazione della pietra indicano che l'ordine esterno fu innalzato di oltre un metro e quello intermedio ancora di più. Lo stipite dell'ordine più interno fu completamente rinnovato nel XIX secolo. Nel frattempo, la scultura in pietra originale fu probabilmente notevolmente affilata.

## Descrizione
L'English Heritage ha inserito dal 17 gennaio 1955 la chiesa di Santa Croce a Ashton Keynes tra gli edifici storici come monumento classificato di prima categoria col numero 1023045.
La chiesa appartiene alla diocesi di Bristol.

### Esterni
La chiesa parrocchiale di Santa Croce si trova a nord ovest dell'abitato del villaggio di Ashton Keynes nella contea del Wiltshire, Sud Ovest dell'Inghilterra. La chiesa è costruita in pietra e si compone di un presbiterio con cappella settentrionale, una navata centrale con navate laterali nord e sud, portici nord e sud e una torre occidentale. L'esterno della chiesa conserva in gran parte il suo aspetto trecentesco. La struttura, di grandi dimensioni, ha accanto il cimitero della comunità.

### Interni
Gli interni sono ampi. La navata centrale è a 4 campate. L'arcata nord si divide in due sezioni. Vi sono due archi a ovest con colonne a tutto sesto e archi a tutto sesto con abachi circolari. L'arcata sud, di inizio XIII secolo,  mostra archi cavi smussati su colonne a tutto sesto e archi a tutto sesto. La copertura interna è del XV secolo, a 5 campate e mezzo con capriate modanate e dipinte e travi a vista a capriate. L'arco del presbiterio della fine del XII secolo. Il presbiterio a due campate ha volta a botte dipinta e decorazione murale in mattoni. La cappella nord presenta tre contrafforti a pilastro del presbiterio originale. Il fonte battesimale a vasca è del XII secolo con decorazione a palmette rovesciate, restaurato nel XIX secolo. La parte superiore della vasca è decorata con una modanatura a doppio mezzo cilindro. Una grande toppa in pietra gialla indica il punto in cui il fonte battesimale fu riparato nel XIX secolo. Il pulpito in legno di quercia è del XIX secolo. Il frammento di una pala d'altare o tomba del XIV secolo è incastonato nella parete est della navata nord, e una trave di quel periodo potrebbe essere stata posta attraverso l'estremità occidentale del presbiterio e della cappella e illuminata da un'alta finestra a nord. Verso la fine del XV secolo fu costruito il portico meridionale e il portale meridionale fu modificato.